# Posto da Guarda Fiscal de Torre de Aspa
O Posto da Guarda Fiscal de Torre de Aspa é um edifício histórico no concelho de Vila do Bispo, em Portugal. 

## Descrição e história
O imóvel situa-se na costa ocidental algarvia, na faixa entre a Carrapateira e Sagres, no interior da área protegida do Parque Natural do Sudoeste Alentejano e Costa Vicentina. Está implantado no topo da falésia do Guincho, que é a mais elevada na costa algarvia, atingindo os 133 m acima do nível médio do mar, ponto a partir do qual se avista um extenso panorama. A cerca de um quilómetro de distância encontra-se o marco geodésico da Torre de Aspa. Embora já tenha perdido as suas funções como posto fiscal, continua a ser utilizado como ponto de referência pelas embarcações de pesca costeira.
O edifício apresenta uma configuração simples e quase sem elementos decorativos, sendo constituído por um volume-base em forma de paralelepípedo com telhado de duas águas, cruzado no centro por um corpo mais pequeno, igualmente coberto por telhado de duas águas.
O imóvel foi construído no século XX, apresentado uma traça geral típica dos edifícios das primeiras décadas da centúria. Em Abril de 1986 desenhou um novo edifício para o posto fiscal da Torre de Aspa, sob a responsabilidade do Gabinete de Estudos e Projectos da Direcção-Geral dos Edifícios e Monumentos Nacionais. Em 1993 foi extinta a Guarda Fiscal, tendo sido substituída pela Brigada Fiscal da Guarda Nacional Republicana. Em 2000, o edifício já tinha sido transferido para o Ministério do Ambiente.
Em Agosto de 2009, as autarquias de Vila do Bispo e Aljezur já tinham determinado quais as principais obras que iriam ser feitas como parte do programa Polis Litoral Sudoeste, tendo uma das intervenções planeadas sido no antigo posto da Guarda Fiscal da Torre de Aspa, que iria ser reaproveitado como centro de apoio para a observação de aves.